# Neoplan Electroliner
Il Neoplan Electroliner è un filobus tedesco prodotto da Neoplan a partire dal 1999.

## Diffusione
In Italia, sono stati acquistati sette esemplari da 12 metri da ATCM fra il 2008 e il 2013, in due serie, per poi passare a SETA (Modena).

In Grecia, nella città di Atene sono invece in servizio più di 140 mezzi della famiglia Electroliner, sia da 12 che da 18 metri. 